# Nashville 420 1972
Nashville 420 1972 var ett stockcarlopp ingående i Nascar Winston Cup Series (nuvarande Nascar Cup Series) som kördes 26 augusti 1972 på den 0,596 mile (959,170 meter) långa ovalbanan Nashville Speedway i Nashville i Tennessee. Totalt avverkades 250.320 miles (402.851 km) fördelat på 420 varv. Banunderlaget var asfalt. Loppet vanns av Bobby Allison i en Chevrolet på tiden 2:42,14 körande för Howard & Egerton Racing. Allisons snitthastighet var 92,578 mph. Prispotten uppgick till 31 955 dollar, varav 6 925 dollar gick till segraren.

## Resultat
| Plc     | Nr | Förare            | Team/ bilägare              | Konstruktör | Start | Varv | Ledda varv |
| ------- | -- | ----------------- | --------------------------- | ----------- | ----- | ---- | ---------- |
| 1       | 12 | Bobby Allison     | Howard & Egerton Racing     | Chevrolet   | 1     | 420  | 283        |
| 2       | 43 | Richard Petty     | Petty Enterprises           | Plymouth    | 2     | 420  | 136        |
| 3       | 95 | Darrell Waltrip   | Darrell Waltrip Motorsports | Mercury     | 12    | 404  | 0          |
| 4       | 72 | Benny Parsons     | DeWitt Racing               | Mercury     | 6     | 400  | 0          |
| 5       | 64 | Elmo Langley      | Langley-Woodfield Racing    | Ford        | 8     | 387  | 0          |
| 6       | 24 | Cecil Gordon      | Gordon Racing               | Mercury     | 4     | 383  | 1          |
| 7       | 19 | Henley Gray       | Gray Racing                 | Ford        | 18    | 381  | 0          |
| 8       | 48 | James Hylton      | Hylton Engineering          | Ford        | 9     | 369  | 0          |
| 9       | 30 | Walter Ballard    | Ballard Racing              | Mercury     | 25    | 363  | 0          |
| 10      | 70 | J.D. McDuffie     | McDuffie Racing             | Chevrolet   | 17    | 357  | 0          |
| 11      | 40 | D.K. Ulrich       | Jasper Motorsports          | Ford        | 19    | 320  | 0          |
| 12      | 4  | John Sears        | Sears Racing                | Plymouth    | 28    | 277  | 0          |
| 13      | 26 | Earl Brooks       | Brooks Racing               | Ford        | 15    | 158  | 0          |
| 14      | 79 | Frank Warren      | Warren Racing               | Plymouth    | 21    | 153  | 0          |
| 15      | 57 | David Ray Boggs   | David Ray Boggs             | Dodge       | 24    | 118  | 0          |
| 16      | 96 | Richard Childress | Richard Childress Racing    | Chevrolet   | 23    | 106  | 0          |
| 17      | 05 | David Sisco       | McGee Racing                | Chevrolet   | 7     | 105  | 0          |
| 18      | 47 | Raymond Williams  | Williams Racing             | Ford        | 27    | 56   | 0          |
| 19      | 77 | Charlie Roberts   | Roberts Racing              | Ford        | 20    | 46   | 0          |
| 20      | 76 | Ben Arnold        | Arnold Racing               | Ford        | 10    | 40   | 0          |
| 21      | 58 | Robert Brown      | Allan Brown                 | Chevrolet   | 16    | 37   | 0          |
| 22      | 25 | Jabe Thomas       | Robertson Racing            | Plymouth    | 26    | 37   | 0          |
| 23      | 7  | Dean Dalton       | Dalton Racing               | Mercury     | 11    | 34   | 0          |
| 24      | 0  | George Altheide   | George Altheide             | Dodge       | 22    | 29   | 0          |
| 25      | 10 | Bill Champion     | Champion Racing             | Ford        | 14    | 3    | 0          |
| 26      | 14 | Coo Coo Marlin    | Cunningham-Kelley           | Chevrolet   | 3     | 0    | 0          |
| 27      | 71 | Bobby Isaac       | K&K Insurance Racing        | Dodge       | 5     | 0    | 0          |
| 28      | 45 | LeeRoy Yarbrough  | Seifert Racing              | Ford        | 13    | 0    | 0          |
| Källor: |    |                   |                             |             |       |      |            |